# Acrotaphus fasciatus
Acrotaphus fasciatus är en stekelart som först beskrevs av Brulle 1846.  Acrotaphus fasciatus ingår i släktet Acrotaphus och familjen brokparasitsteklar. Inga underarter finns listade i Catalogue of Life.